# キ・ナルトサブド
キ・ナルトサブド（Ki Nartosabdo、1925年8月25日 - 1985年10月7日）は、インドネシアのワヤン・クリ人形操者(ダラン)。

## 生涯
中部ジャワ州クラテン県出身。1969年にはガムラン楽団チョンドン・ラオスを結成している。1970年代から1980年代にかけてのインドネシアを代表するダランであった。